# Hyphaenia azlani
Hyphaenia azlani es una especie de insecto coleóptero de la familia Chrysomelidae.
Fue descrita científicamente en 1998 por Mohamedsaid.